# Palais de la Motte-Beer
Le Palais de la Motte-Beer (en hongrois : De la Motte-Beer-Palota) est un édifice situé dans le 1er arrondissement de Budapest.